# Jens Grahl
Jens Grahl (Stuttgart, 22 september 1988) is een Duits voetballer die als doelman speelt. Hij verruilde in juli 2009 SpVgg Greuther Fürth voor TSG 1899 Hoffenheim.

## Clubcarrière
Grahl speelde in de jeugd voor TSV Münster, SpVgg Feuerbach, VfB Stuttgart, Stuttgarter Kickers en  SpVgg Greuther Fürth. In 2009 trok hij naar TSG 1899 Hoffenheim. Tijdens het seizoen 2011/12 werd hij uitgeleend aan SC Paderborn 07. Hij debuteerde op 7 december 2013 voor Hoffenheim in de Bundesliga, tegen Eintracht Frankfurt. Hoffenheim won de uitwedstrijd met 1-2. Hij is gewoonlijk tweede doelman bij Hoffenheim, achter Koen Casteels.
1 Bredlow ·
2 Al-Dakhil ·
3 Hendriks ·
4 Vagnoman ·
5 Keitel ·
6 Stiller ·
7 Mittelstädt ·
8 Millot ·
9 Demirović ·
10 El Bilal ·
11 Woltemade ·
13 Krätzig ·
14 Jaquez ·
15 Stenzel ·
16 Karazor  ·
17 Diehl ·
18 Leweling ·
19 Faghir ·
20 Stergiou ·
21 Drljača ·
22 Kastanaras ·
23 Zagadou ·
24 Chabot ·
26 Undav ·
27 Führich ·
28 Nartey ·
29 Jeltsch ·
32 Rieder ·
33 Nübel ·
40 Raimund ·
41 Seimen ·
45 Chase ·
Coach: Hoeneß